# Андрю Кънингам
Андрю Браун Кънингам е английски адмирал от Втората световна война, по-голям брат на сър Алън Кънингам. Роден е в Радминс – южните части на Дъблин – на 7 януари 1883 г.
Започва да учи в Дъблин и Единбург. На 10-годишна възраст започва да се обучава във Военноморския флот на Великобритания.
Участва в Първата и Втората световна война, като печели важни битки – например битката при Таранто.

## Ранна кариера
Заедно с други 64 души се присъединява към Кралския военноморски флот през 1897 г. Неговата първа служба е през 1899 г. като юнга на борда на „Дорис“ през Англо-бурската война.

## Първа световна война
Кънингам е изключително декориран офицер по време на Първата световна война след като получава орден за военни заслуги към кралството.
Участва в операции и битки в Средиземно море. Води атаката при Дарданелите на Антантата.

## Втора световна война

### Операция „Катапулт“
В ролята си на главнокомандващ в Средиземно море Кънингам започва да преговаря с френския адмирал Рене-Емил Жофруа за интерниране на френския ескадра в Александрия, през юни 1940, след Компиенското примирие, според което Франция капитулира от войната. Кънингам получава заповед за препречване на френските военни кораби да напускат порта и грижата френски войник да не попадне във враждебни ръце от министър-председателя на Обединеното кралство Уинстън Чърчил. Тогава Кънингам влиза в деликатни преговори с френския адмирал Жофруа, който се грижи за френската флота. Преговорите са проведени във военен кораб на френската флота и Франция не отправя никаква заплаха. Адмиралтейството нарежда на Кънингам да завърши преговорите до 3 юли. Уговорката изглеждаше неизбежна. Кънингам дълго се притеснява да не избухне битка между военноморските флоти на двете държави, защото британските кораби започват да „заповядват“ на френските, които са почти под техен контрол, когато са при Александрия и това не се харесва на французите. Все пак преговорите свършват добре. Кънингам обещава да репатрира екипажите на корабите.

### Битката при Таранто
Въпреки че френската заплаха е премахната, Кънингам е осведомен за друга – заплахата на италианския флот спрямо осъществяването на плануваната Северноафриканска операция, базирана в Египет. Въпреки че Кралският военноморски флот е спечелил при няколко мисии в Средиземно море, значително разстройвайки баланса на силите, италианците напускат своите кораби в пристанището. Това създава сериозна заплаха за полети над британския флот. По онова време пристанището в Таранто съдържа 6 линейни кораба, 7 тежки крайцера, 2 леки крайцера и 8 ескадрени миноносеца. Адмиралтейството, с потенциал за атака, планира операцията „Judgement“ – изненадваща атака над пристанището Таранто. За осъществяването на атаката адмиралтейството изпраща на Кънингам нови бойни самолетоносачи – HMS Illustrious (командвана от Лъмли Лестър) и HMS Eagle се присъединяват към Кънингамовата армия.
Атаката започва на 11 ноември 1940 г. в 21:00 ч., когато единият от двата бомбардировача Fairey Swordfish започва да бомбардира пристанището, последван и от другия бомбардировач. Атаката е осъществена успешно: италианската флота губи половината от силите си за 1 нощ. След победата на британската над италианската флота вече цялото Средиземноморие е под британски контрол. Кънингам казва, че тази битка никога не трябва да бъде забравяна и че бързата военна атака може да бъде най-опустошителното оръжие. Кралската военноморска флота започва първата морска атака на всички самолети, управлявайки малък брой самолети от самолетоносач.

### Битката за Крит
На сутринта на 20 май 1941 г. Нацистка Германия започва десантно нашествие в Крит под кодовото име „Операция Меркурий“. Въпреки първоначалните жертви Малана – летище в Западен Крит, пада и това позволява на германците да установят своята власт и да завладеят съюзническите сили в Западен Крит.
След седмица на тежки битки британските командири решават, че битката е почти безнадеждна и дават заповед за оттегляне от областта край град Сфакия. През следващите 4 нощи 16 000 войници са евакуирани с кораби в Египет. Други кораби трябва да превозят още войници, които са на специална мисия в Ираклион, но те са нападнати от пикиращите бомбардировачи на Третия райх от Луфтвафе. Без прикритие от въздух Кънингамовите кораби търпят сериозни загуби. След тези загуби Кънингам е запитан от другите командири, защо са изгубени толкова много кораби, а той отговаря така:
| “ | Построяването на кораб отнема 3 години, а изграждането на традиции отнема 3 века. | ” |

„Никога не казвай, че ще загинеш“ – под този девиз Кънингам и хората от неговото командване, които са 22 000 в Крит, дават 16 500 жертви. Общо 21 кораба от Кънингамовата армия са унищожени.